# 吉文斯旋转
在数值线性代数中，吉文斯旋转（英語：Givens rotation）是在两个坐标轴所展开的平面中的旋转。吉文斯旋转得名于华莱士·吉文斯，他在1950年代工作于阿贡国家实验室时把它介入到数值分析中。

## 矩阵表示
吉文斯旋转表示为如下形式的矩阵
{\displaystyle G(i,j,\theta )={\begin{bmatrix}1&\cdots &0&\cdots &0&\cdots &0\\\vdots &\ddots &\vdots &&\vdots &&\vdots \\0&\cdots &c&\cdots &-s&\cdots &0\\\vdots &&\vdots &\ddots &\vdots &&\vdots \\0&\cdots &s&\cdots &c&\cdots &0\\\vdots &&\vdots &&\vdots &\ddots &\vdots \\0&\cdots &0&\cdots &0&\cdots &1\end{bmatrix}}}
这里的 c = cos(θ) 和 s = sin(θ) 出现在第 i 行和第 j 行与第 i 列和第 j 列的交叉点上。就是说，吉文斯旋转矩阵的所有非零元定义如下：:
{\displaystyle {\begin{aligned}g_{k\,k}&{}=1\qquad {\text{for}}\ k\neq i,\,j\\g_{i\,i}&{}=c\\g_{j\,j}&{}=c\\g_{i\,j}&{}=s\qquad {\text{for}}\ i>j\\g_{j\,i}&{}=-s\quad {\text{for}}\ i<j\\\end{aligned}}}
乘积 G(i, j, θ)x 表示向量 x 在 (i,j)平面中的逆时针旋转 θ 弧度。
Givens 旋转在数值线性代数中主要的用途是在向量或矩阵中介入零。例如，这种效果可用于计算矩阵的 QR分解。超过Householder变换的一个好处是它们可以轻易的并行化，另一个好处是对于非常稀疏的矩阵计算量更小。

## 稳定计算
当一个吉文斯旋转矩阵 G(i,j,θ)从左侧乘另一个矩阵 A 的时候，GA 只作用于 A 的第 i 和 j 行。所以我们集中于下列问题。给出 a 和 b，找到 c = cos θ 和 s = sin θ 使得
{\displaystyle {\begin{bmatrix}c&-s\\s&c\end{bmatrix}}{\begin{bmatrix}a\\b\end{bmatrix}}={\begin{bmatrix}r\\0\end{bmatrix}}.}
明确计算出 θ 是没有必要的。我们转而直接获取 c, s 和 r。一个明显的解是
{\displaystyle {\begin{aligned}r&{}\leftarrow {\sqrt {a^{2}+b^{2}}}\\c&{}\leftarrow a/r\\s&{}\leftarrow -b/r\end{aligned}}}
但是为了避免上溢出和下溢出，我们使用不同的计算，采用比率 b/a (它是 tan θ)或它的倒数(Golub & Van Loan 1996)。如 Edward Anderson (2000) 在改进 LAPACK 时发现的，前瞻数值考虑是连续性的。要完成它，我们要求 r 是正数。
```
if (b = 0) then {c 
←
 copysign(1,a); s 
←
 0; r 
←
 abs(a)}
else if (a = 0) then {c 
←
 0; s 
←
 -copysign(1,b); r 
←
 abs(b)}
else if (abs(b) > abs(a)) then
  t 
←
 a/b
  u 
←
 copysign(sqrt(1+t*t),b)
  s 
←
 -1/u
  c 
←
 -s*t
  r 
←
 b*u
else
  t 
←
 b/a
  u 
←
 copysign(sqrt(1+t*t),a)
  c 
←
 1/u
  s 
←
 -c*t
  r 
←
 a*u
```

这是依据 IEEE 754r copysign(x,y) 函数写成的，它提供了安全和廉价的方式复制 y 的符号到 x。如果不能获得它，使用符号函数的 x*sgn(y) 可作为替代。
注意这里的sgn定义为
{\displaystyle \operatorname {sgn} x={\begin{cases}1&:\ x\geq 0\\-1&:\ x<0\end{cases}}}
而不是常用的
{\displaystyle \operatorname {sgn} x={\begin{cases}1&:\ x>0\\0&:\ x=0\\-1&:\ x<0\end{cases}}}
后者常在高级语言中作为标准库函数被提供，注意不要直接应用于本算法中。

## 引用
- Golub, Gene H.; Charles F. Van Loan.  3/e. Baltimore: Johns Hopkins University Press. 1996. ISBN 978-0-8018-5414-9.
- Anderson, Edward. (2000) Discontinuous Plane Rotations and the Symmetric Eigenvalue Problem （页面存档备份，存于）. LAPACK Working Note 150, University of Tennessee, UT-CS-00-454, December 4, 2000.
- D. Bindel, J. Demmel, W. Kahan, O. Marques. (2001) On Computing Givens rotations reliably and efficiently （页面存档备份，存于）. LAPACK Working Note 148, University of Tennessee, UT-CS-00-449, January 31, 2001.